# Symphurus williamsi
Symphurus williamsi е вид лъчеперка от семейство Cynoglossidae. Видът не е застрашен от изчезване.

## Разпространение и местообитание
Разпространен е в Гватемала, Еквадор, Колумбия, Коста Рика, Мексико, Никарагуа, Панама, Перу, Салвадор, Хондурас и Чили.
Среща се на дълбочина от 1 до 36 m, при температура на водата около 23,6 °C и соленост 34,6 ‰.

## Описание
На дължина достигат до 11,6 cm.